# Condylostylus smaragdulus
Condylostylus smaragdulus är en tvåvingeart som först beskrevs av Christian Rudolph Wilhelm Wiedemann 1830.  Condylostylus smaragdulus ingår i släktet Condylostylus och familjen styltflugor.
Artens utbredningsområde är Uruguay. Inga underarter finns listade i Catalogue of Life.